# Gorazd Škof
Gorazd Škof (ur. 11 lipca 1977 w Novo mesto) – słoweński piłkarz ręczny występujący na pozycji bramkarza w RK Koper. W przeszłości występował m.in. w RK Velenje oraz w RK Celje. Škof jest podstawowym zawodnikiem reprezentacji Słowenii.